# Nowhere Man
Это статья о песне. В Википедии есть статья и об одноимённом мини-альбоме.
«Nowhere Man» (с англ. — «Человек из ниоткуда») — песня группы The Beatles с альбома Rubber Soul, написанная Джоном Ленноном и приписанная авторскому дуэту Леннон — Маккартни. Записана в период с 21 по 22 октября 1965 года.
Песня описывает человека, не имеющего своей точки зрения. Это одна из первых песен The Beatles, не связанная с романтикой или любовью. Она является ярким примером философски ориентированного песенного творчества Леннона.
В США песня заняла третью позицию в чарте Billboard Hot 100. Также она возглавляла чарты Канады и Австралии.

## История создания
Ближе к концу работы над альбомом «Rubber Soul» у Джона Леннона возникли трудности с сочинением новой песни. На протяжении пяти часов он не мог ничего придумать и решил немного отдохнуть. Внезапно Леннон представил себя «Человеком из ниоткуда, живущим в нигде». Затем он поделился текстом песни с Полом Маккартни, который сказал, что Леннон написал песню для себя и о своём браке. В итоге, Джон всё же решил написать эту песню, но написал её в третьем лице, а не в первом, как планировал изначально. Эта песня является одной из первых песен The Beatles, не затрагивающей тему любви или романтики. 
В интервью журналу Playboy Леннон говорил:
В то утро я потратил пять часов на то, чтобы написать песню, которая бы хорошо звучала и была наполнена смыслом. В конце концов я сдался. И тут родилась песня «Nowhere Man».
В интервью 1984 года Маккартни сказал:
Это был Джон после ночного отдыха, перед рассветом. Думаю, в тот момент он немного... думал, куда же ему идти.
Рецензируя сингл, выпущенный в США, журнал Record World назвал его «песней, полной смысла, о том, что происходит с человеком, боящимся быть самим собой».

## Запись
Песня была записана в период с 21 по 22 октября 1965 года.
Леннон, Маккартни и Харрисон исполнили её в трёхголосной гармонии. Гитарное соло было сыграно в унисон Харрисоном и Ленноном на электрогитарах Fender Stratocaster.
Песня представляет собой 32-тактовую форму.

## Участники записи
- Джон Леннон — вокал, ритм-гитара, соло-гитара[15]
- Пол Маккартни — бэк-вокал, бас-гитара[15]
- Джордж Харрисон — бэк-вокал, соло-гитара[15]
- Ринго Старр — ударные[15]

## Чарты
| Чарт (1965–66)                      | Высшая позиция |
| ----------------------------------- | -------------- |
| Австралия (Kent Music Report)       | 1              |
| Австрия (Ö3 Austria Top 40)         | 8              |
| Бельгия/Валлония (Ultratop 50)      | 12             |
| Канада (RPM Top Singles)            | 1              |
| Финляндия (Suomen virallinen lista) | 36             |
| Родезия (Lyons Maid)                | 4              |
| США (Billboard Hot 100)             | 3              |
| США Cash Box Top 100                | 2              |
| США Record World 100 Top Pops       | 1              |
| ФРГ Musikmarkt Hit-Parade           | 3              |

## Кавер-версии
Версия песни «Nowhere Man» в исполнении Tiny Tim, исполненная на укулеле, вошла в Рождественский альбом The Beatles 1968 года.
Песня была перепета многими исполнителями. Существует версия в стиле синти-поп от Гершона Кингсли, глэм-метал версия от Dokken и версия от Янни Хрисомаллиса. Помимо этого, есть версия от The Carpenters, записанная в 1968 и выпущенная в 2001 году, версия от Рэнди Трэвиса 1995 года и версия от Марки Рамона 1999 года.